# Másnaposok szerencséje
A Másnaposok szerencséje (eredeti cím: Walk of Shame) 2014-ben bemutatott amerikai filmvígjáték, amelyet Steven Brill írt és rendezett. A főszerepben Elizabeth Banks, James Marsden, Gillian Jacobs, Sarah Wright, Ethan Suplee, Oliver Hudson és Willie Garson látható.
Az Amerikai Egyesült Államokban 2014. május 2-án mutatták be a mozikban, Magyarországon május 29-én jelent meg szinkronizálva Big Bang Media forgalmazásában. Összességében negatív kritikákat kapott és bevételi szempontból is bukásnak bizonyult.

## Cselekmény
Egy vonzó és munkamániás riporternek egy vad Los Angeles-i buli után csupán pár órája marad, hogy eljusson élete legfontosabb meghallgatására és hírbemondó lehessen.

## Szereplők
| Színész         | Szerep       | Magyar hang      |
| --------------- | ------------ | ---------------- |
| Elizabeth Banks | Meghan Miles | Pikali Gerda     |
| James Marsden   | Gordon       | Hevér Gábor      |
| Gillian Jacobs  | Rose         | Solecki Janka    |
| Sarah Wright    | Denise       | Németh Borbála   |
| Ethan Suplee    | Dave rendőr  | Varga Gábor      |
| Oliver Hudson   | Kyle         | Király Attila    |
| Willie Garson   | Dan Karlin   | Berzsenyi Zoltán |

## Fogadtatás
A Metacritic oldalán a film értékelése 25% a 100-ból, ami 13 véleményen alapul. A Rotten Tomatoeson a Másnaposok szerencséje 14%-os minősítést kapott, 28 értékelés alapján.